# Lemah Abang (Doro)
Lemah Abang is een bestuurslaag in het regentschap Pekalongan van de provincie Midden-Java, Indonesië. Lemah Abang telt 3043 inwoners (volkstelling 2010).